# Гора Менала (сузір'я)

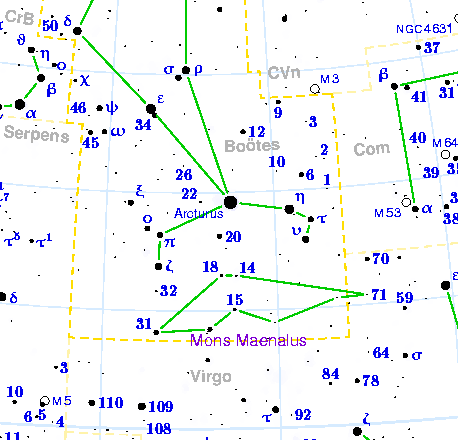
Мапа сузір'я Гора Менала

Гора Менала (лат. Mons Maenalus) — відмінене сузір'я, створене Яном Гевелієм у 1687 році й назване на честь гори Меналон. Розташовувалося між сузір'ями Волопаса та Діви та зображувало гору в Греції, на яку ступає пастух-волопас. До другої половини XIX століття більшість астрономів стали вважати його застарілим. Найяскравіша зоря сузір'я— 31 Волопаса, гігант G-типу з видимою зоряною величиною 4,86m.

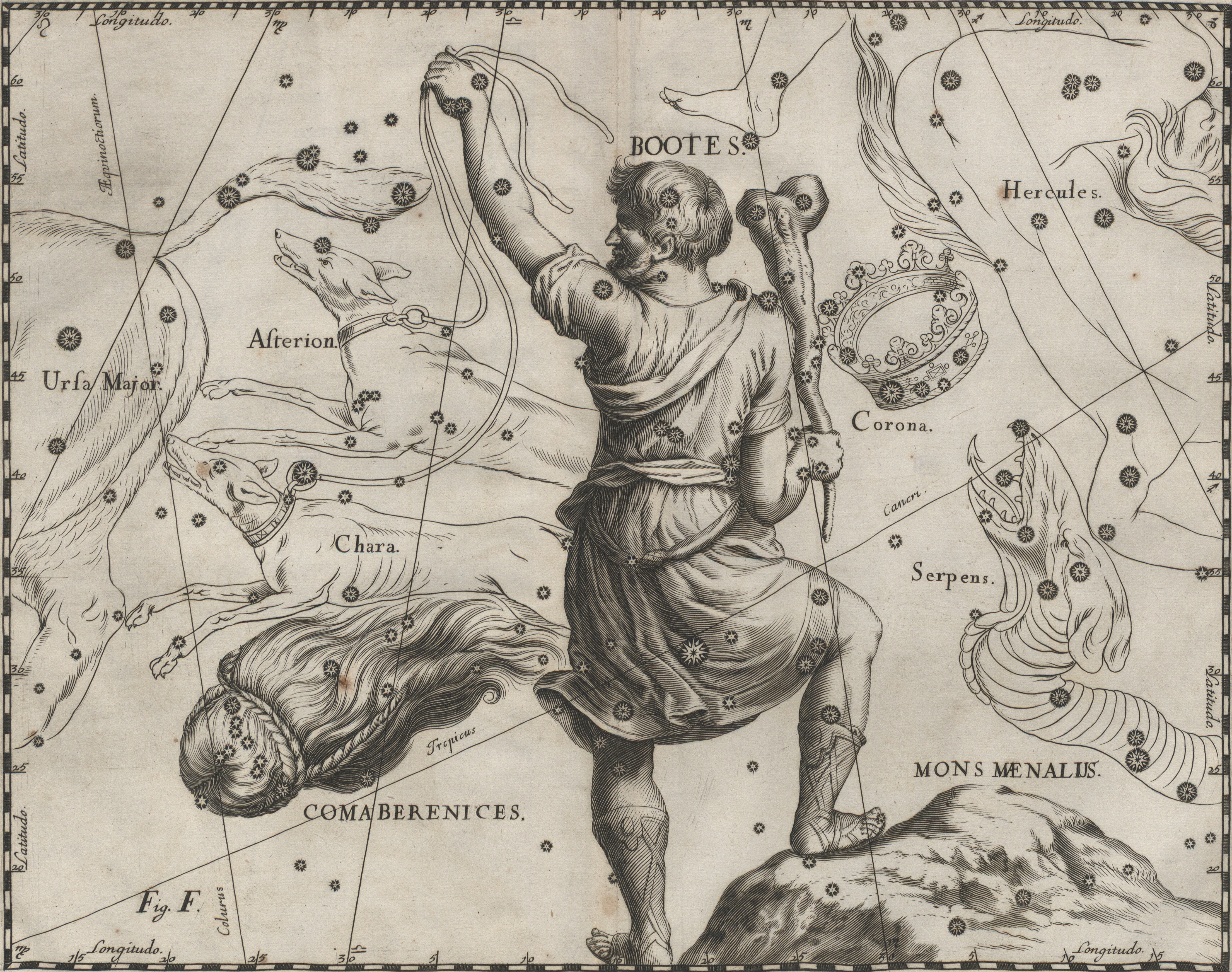
Картка з Firmamentum Sobiescianum Гевелія; Гора Менала знаходиться внизу праворуч, під ногою Волопаса. Зверніть увагу, що зображення сузір'їв в атласі Гевелія обернені зліва направо, як на небесному глобусі.